# Transformação temática
Transformação temática (ou metamorfose temática) é uma técnica de composição musical inventada por Franz Liszt. A técnica é essencialmente uma variação. Um tema de base é retomado ao longo da obra, mas sofre transformações contínuas e disfarça-se para surgir em papéis contrastantes. O tema pode surgir em aumento ou diminuição, em diferentes ritmos ou com diferentes harmonias. Porém, a transformação deste tema servirá sempre o propósito de "unidade na variedade" que era essencial na estrutura da forma sonata da sinfonia clássica. A diferença aqui é a de a transformação temática poder acolher as frases alteradas e melodias coloridas e harmonias ao gosto dos compositores românticos, enquanto a forma sonata era mais orientada para as características objectivas da música absoluta.